# Sun Shengnan
| Posities op de WTA-ranglijst Positie per einde seizoen: \| jaar \| rang enkelspel \| rang dubbelspel \| \| ---- \| -------------- \| --------------- \| \| 2004 \| 588 \| 711 \| \| 2005 \| 330 \| 262 \| \| 2006 \| 252 \| 129 \| \| 2007 \| 404 \| 60 \| \| 2008 \| 537 \| 102 \| \| 2009 \| 324 \| 131 \| \| 2010 \| 273 \| 176 \| \| 2011 \| 352 \| 109 \| \| 2012 \| 251 \| 122 \| \| 2013 \| 349 \| 237 \| |                |                 |
| jaar | rang enkelspel | rang dubbelspel |
| 2004 | 588            | 711             |
| 2005 | 330            | 262             |
| 2006 | 252            | 129             |
| 2007 | 404            | 60              |
| 2008 | 537            | 102             |
| 2009 | 324            | 131             |
| 2010 | 273            | 176             |
| 2011 | 352            | 109             |
| 2012 | 251            | 122             |
| 2013 | 349            | 237             |

Dit is een Chinese naam; de familienaam is Sun.
Sun Shengnan (Peking, 21 januari 1987) is een voormalig tennisspeelster uit China. Zij begon met tennis toen zij negen jaar oud was. Haar favoriete ondergrond is hardcourt. Zij speelt linkshandig en heeft een tweehandige backhand. Zij was actief in het internationale tennis van 2004 tot en met 2013. Haar focus lag op het dubbelspel.

## Loopbaan

### Enkelspel
Sun nam in 2002 voor het eerst deel aan een ITF-toernooi, in China. In 2005 won zij haar eerste titel, in Wuhan. In totaal won zij zes ITF-titels, waarvan vijf in China en één in India. Haar eerste optreden op de WTA-tour was op het toernooi van Guangzhou in 2005. Zij bleef wel af en toe deelnemen aan WTA-toernooien, maar kwam nooit voorbij de eerste ronde.

### Dubbelspel
Sun nam in 2002 voor het eerst deel aan een ITF-toernooi, in China. In 2005 bereikte zij voor het eerst een finale, op het ITF-toernooi van Melilla (Spanje), met landgenote Yang Shujing – zij verloren de eindstrijd van Sara Errani en María José Martínez Sánchez. Het jaar daarop in Melilla speelde Sun samen met Liu Wanting – zij wonnen het toernooi. In totaal won zij 26 ITF-titels. In 2005 nam zij voor het eerst deel aan een WTA-toernooi, in Peking, samen met Liu Wanting – zij bereikten er de tweede ronde die zij verloren van Nuria Llagostera Vives en María Vento-Kabchi. In 2007 stond zij voor het eerst in een WTA-finale, op het WTA-toernooi van Praag, samen met Ji Chunmei – zij verloren de eindstrijd van Petra Cetkovská en Andrea Hlaváčková. Enkele maanden later wist zij, weer samen met Ji Chunmei, het WTA-toernooi van Bali te winnen – in de finale versloegen zij Jill Craybas en Natalie Grandin. Haar beste resultaat op de grandslamtoernooien is het bereiken van de kwartfinale, op het Australian Open 2007 met landgenote Sun Tiantian aan haar zijde. Haar hoogste positie op de WTA-ranglijst is de vijftigste plaats, die zij bereikte in september 2007.

### Tennis in teamverband
In 2007 maakte Sun deel uit van het Chinese Fed Cup-team – zij behaalde daar een winst/verlies-balans van 1–1. Zij namen deel aan de eerste ronde van de Wereldgroep I – deze ontmoeting verloren zij in en van Italië. Zij wonnen de degradatiewedstrijd (play-off) in en van België.

## Palmares
| Legenda                | Legenda                  |
| ---------------------- | ------------------------ |
| Grandslamtoernooi      |                          |
| Olympische Spelen      |                          |
| Year-End Championships |                          |
| tot 2009               | 2009 – 2020 / vanaf 2021 |
| Tier I                 | Premier Mandatory        |
| Tier II                | Premier Five / WTA 1000  |
| Tier III               | Premier / WTA 500        |
| Tier IV & V            | International / WTA 250  |
|                        | Challenger / WTA 125     |

### WTA-finaleplaatsen enkelspel
geen

### WTA-finaleplaatsen dubbelspel
| nr.              | finale     | toernooi    | ondergrond | partner    | tegenstandsters                   | score            |         |
| ---------------- | ---------- | ----------- | ---------- | ---------- | --------------------------------- | ---------------- | ------- |
| gewonnen finales |            |             |            |            |                                   |                  |         |
| 1.               | 2007-09-16 | WTA Bali    | hardcourt  | Ji Chunmei | Jill Craybas Natalie Grandin      | 6-3, 6-2         | details |
| verloren finales |            |             |            |            |                                   |                  |         |
| 1.               | 2007-05-13 | WTA Praag   | gravel     | Ji Chunmei | Petra Cetkovská Andrea Hlaváčková | 6-7, 2-6         | details |
| 2.               | 2011-02-13 | WTA Pattaya | hardcourt  | Zheng Jie  | Sara Errani Roberta Vinci         | 6-3, 3-6, [5-10] | details |

## Resultaten grandslamtoernooien
| Legenda | Legenda                          |
| ------- | -------------------------------- |
| g.t.    | geen toernooi gehouden           |
| l.c.    | lagere categorie                 |
| –       | niet deelgenomen                 |
| G       | uitgeschakeld in de groepsfase   |
| 1R      | uitgeschakeld in de eerste ronde |
| 2R      | uitgeschakeld in de tweede ronde |
| 3R      | uitgeschakeld in de derde ronde  |
| 4R      | uitgeschakeld in de vierde ronde |
| KF      | uitgeschakeld in de kwartfinale  |
| HF      | uitgeschakeld in de halve finale |
| F       | de finale verloren               |
| W       | het toernooi gewonnen            |
| w-v     | winst/verlies-balans             |

### Enkelspel
geen deelname

### Vrouwendubbelspel
| toernooi        | 2007 | 2008 |
| --------------- | ---- | ---- |
| Australian Open | KF   | 2R   |
| Roland Garros   | 2R   | 1R   |
| Wimbledon       | 1R   | 1R   |
| US Open         | 1R   | –    |